# Yvré-le-Pôlin
Yvré-le-Pôlin ist eine französische Gemeinde mit 1.734 Einwohnern (Stand: 1. Januar 2022) im Département Sarthe in der Region Pays de la Loire. Sie gehört zum Arrondissement La Flèche und zum Kanton Le Lude (bis 2015: Kanton Pontvallain). Die Einwohner werden Paulinais genannt.

## Geographie

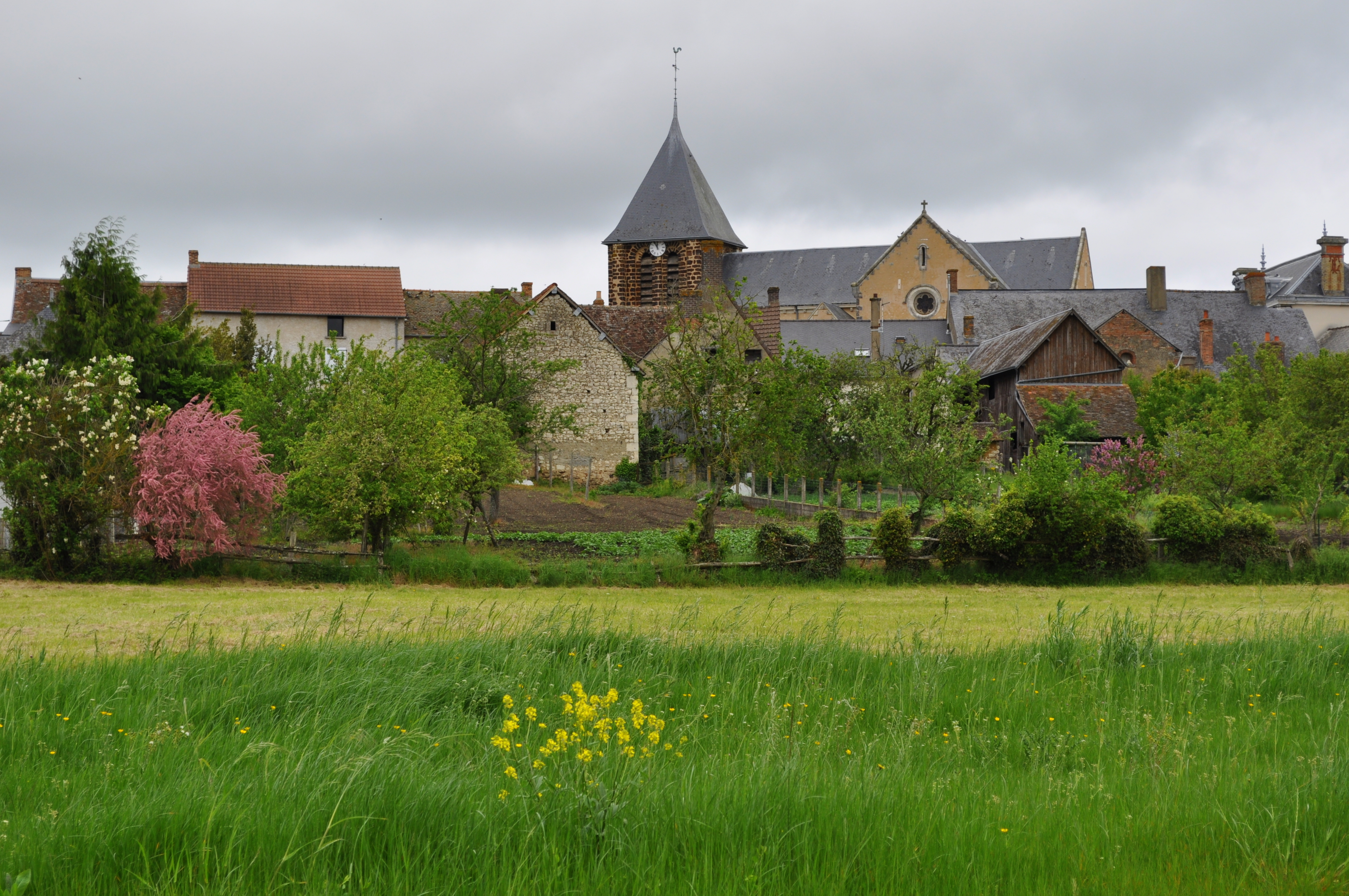
Blick auf Yvré-le-Pôlin

Yvré-le-Pôlin liegt etwa 21 Kilometer südsüdwestlich von Le Mans. Hier entspringen die Flüsschen Fessard und Casseau. Umgeben wird Yvré-le-Pôlin von den Nachbargemeinden Guécélard im Norden und Nordwesten, Moncé-en-Belin im Norden und Nordosten, Laigné-Saint-Gervais im Nordosten, Saint-Ouen-en-Belin im Osten, Château-l’Hermitage im Südosten, Requeil im Süden, Oizé im Südwesten, Cérans-Foulletourte im Westen sowie Parigné-le-Pôlin im Westen und Nordwesten.

## Bevölkerungsentwicklung
| Jahr                      | 1962 | 1968 | 1975 | 1982 | 1990 | 1999 | 2006 | 2012 |
| Einwohner                 | 864  | 942  | 1386 | 1740 | 1619 | 1665 | 1845 | 1818 |
| Quelle: Cassini und INSEE |      |      |      |      |      |      |      |      |

## Sehenswürdigkeiten

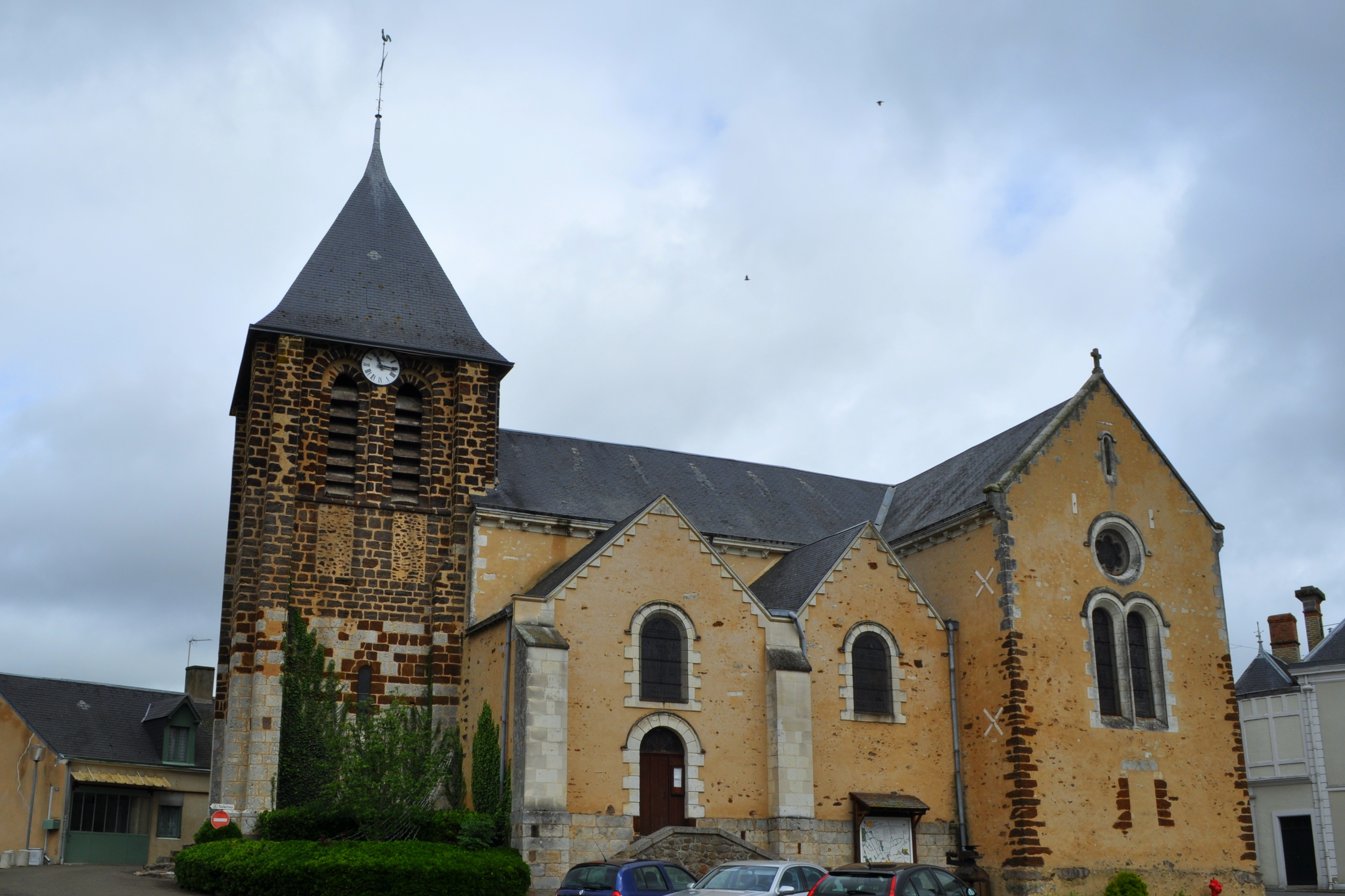
Kirche Saint-Martin

- Kirche Saint-Martin, Ende des 14. Jahrhunderts erbaut, Glockenturm aus dem 12. Jahrhundert
- Kapelle Saint-Jean-Baptiste, erbaut in der ersten Hälfte des 14. Jahrhunderts
- Kapelle Saint-Michel in La Rondelière
- Kapelle Fessard, frühere Priorei Sainte-Anne
- Kapelle Saint-Michel in Le Grand Pèze
- Schloss Jupilles, erstmals im 15. Jahrhundert erwähnt
- Schloss La Noirie aus dem 19. Jahrhundert
- Schloss La Bruyère

## Gemeindepartnerschaft
Mit den übrigen Gemeinden des früheren Kantons Pontvallain besteht eine Partnerschaft mit der deutschen Gemeinde Visbek in Niedersachsen.